# Herman David
Herman Francis David (ur. 26 czerwca 1905 w Birmingham, zm. 25 lutego 1974) – brytyjski tenisista, działacz tenisowy.

## Kariera tenisowa
W 1932 roku występował w reprezentacji w Pucharze Davisa jako zawodnik, a w latach 1953–1958 był kapitanem reprezentacji.
Od 1959 roku był przewodniczącym All England Lawn Tennis and Croquet Club, klubu organizującego przede wszystkim tenisowy turniej wimbledoński. Stał także na czele komitetu zarządzającego Wimbledonem. Od początku pracy na tych stanowiskach był aktywnym rzecznikiem idei wprowadzenia w tenisie formuły open, czyli dostępności na równych zasadach amatorów i tenisistów profesjonalnych. Doczekał się realizacji tej koncepcji w 1968 roku, zarówno na Wimbledonie, jak i pozostałych turniejach.
Odznaczony orderem Imperium brytyjskiego, w 1998 roku został pośmiertnie przyjęty w poczet członków międzynarodowej tenisowej galerii sławy.